# Colensoniella torulispora
Colensoniella torulispora är en svampart som först beskrevs av William Phillips, och fick sitt nu gällande namn av Hafellner 1979. Colensoniella torulispora ingår i släktet Colensoniella, ordningen Dothideales, klassen Dothideomycetes, divisionen sporsäcksvampar och riket svampar.   Inga underarter finns listade i Catalogue of Life.